# Puiești (Buzău)
Pour les articles homonymes, voir Puiești.
Puiești est une commune du județ de Buzău en Roumanie.